# Vilne, Stanîcino-Luhanske
Vilne (în ucraineană Вільне) este un sat în comuna Ciuhînka din raionul Stanîcino-Luhanske, regiunea Luhansk, Ucraina.

## Demografie
Componența lingvistică a localității Vilne
     Rusă (71,43%)
     Ucraineană (21,43%)
Conform recensământului din 2001, majoritatea populației localității Vilne era vorbitoare de rusă (71,43%), existând în minoritate și vorbitori de ucraineană (21,43%) și armeană (7,14%).